# Anna Strunsky
Anna Strunsky Walling, född 21 mars 1877, död 25 februari 1964, var en amerikansk författare och socialist, som var engagerade i sociala frågor, litteratur och arbetarrörelsen. 

## Politik och studier
Anna gick med i socialistiska arbetarpartiet Socialist Labor Party som tonåring och förblev socialist hela livet. Studierna bedrevs vid Stanford University (1896–1898). Där mötte hon bland annat Jack London, som hon blev nära vän med. Hon blev liksom sin syster Rose en framträdande person inom San Franciscos intellektuella scen. 
Efter Jack Londons död 1916 publicerade hon en memoar om sin relation med honom.

## Walling Papers
Anna Strunskys Walling Papers hålls av Bancroft Library, University of California, Berkeley, Yale University Library och Huntington Library.